# Eurípile
En la mitologia grega, Eurípile (grec antic: Εὐρυπύλη) era una reina de les amazones que va dirigir una expedició contra les ciutats de Nínive i Babilònia al voltant de 1760 aC.
L'admiració d'Eurípile per Babilònia es registra en el comentari de Eustaci de Tessalònica sobre Dionís Periegetes, on diu que Eurípile havia pres Babilònia per defensar la seva bellesa. Les transformacions que havia dut a terme Semíramis l'havien posat furiosa.